# Hogna patens
Hogna patens là một loài nhện trong họ Lycosidae.
Loài này thuộc chi Hogna. Hogna patens được Carl Friedrich Roewer miêu tả năm 1959.